# Celleporina robertsoniae
Celleporina robertsoniae är en mossdjursart som först beskrevs av Canu och Bassler 1923.  Celleporina robertsoniae ingår i släktet Celleporina och familjen Celleporidae. Inga underarter finns listade i Catalogue of Life.